# یاریم‌تپه (گنبد کاووس)
یاریم‌تپه سکونت‌گاهی مربوط به دوران نوسنگی در غرب دشت گرگان در استان گلستان است. این محوطه در نزدیکی گنبد کاووس قرار دارد و نقشی مهم در تاریخ‌گذاری فرهنگی دوران نوسنگی در آسیای مرکزی داشت. این محوطه را وی.ای. کرافورد به همراه تورنگ‌تپه در سال ۱۹۶۳ کاوش کرد.